# 雷思维
雷思维（1966年6月—），男性，汉族，甘肃静宁人，中国共产党党员，中华人民共和国政治人物。大学学历，工商管理硕士，高级工程师职称。现任中共甘肃省委常委、副省长。

## 人物经历
雷思维生于甘肃省静宁县双岘镇李咀村，于1989年6月从大学毕业后参加工作，长期在甘肃省国营企业任职，历任白银有色集团技术中心副主任、西北矿冶研究院院长，白银有色集团股份有限公司副总工程师、技术改造部主任，白银有色集团股份有限公司副总经理、总工程师、党委常委，2015年11月出任白银有色集团股份有限公司董事、总经理、党委常委。
2018年3月，离开国营企业，出任甘肃省环保厅厅长，同年10月，甘肃省环保厅改制为甘肃省生态环境厅，出任首任厅长。
2020年1月，改任甘肃省自然资源厅厅长，2021年7月，出任中共嘉峪关市委书记。
2023年1月，升任甘肃省副省长。2025年7月，升任中共甘肃省委常委。